# Breckerfelder Hochfläche
Die Breckerfelder Hochfläche ist eine naturräumliche Einheit mit der Ordnungsnummer 3361.0 und umfasst laut dem Handbuch der naturräumlichen Gliederung Deutschlands die von den Schluchttälen der Ennepe, Heilenbecke und Volme im Norden stark aufgelöste und an den Rändern von Dellen und Quellmulden fein gegliederte Rumpffläche auf 350 bis 440 Meter Höhe innerhalb des Märkischen Oberlands (Ordnungsnummer 3361). Höchste Erhebung im Naturraum ist der Wengeberg bei Breckerfeld. Die Ennepetalsperre und die Glörtalsperre sind die größten Staugewässer innerhalb der Breckerfelder Hochfläche.
Die Hochfläche ist Bestandteil des Altenaer Sattels (3361.0-5), der jenseits der strengen hierarchischen Gliederung der Naturräume als Zwischeneinheit sechs der neun Naturräume (eben 3361.0 bis 3361.5) und damit zwei Drittel der Fläche der Haupteinheit Märkisches Oberland zu einer geologischen Einheit zusammenfasst.
Im Zentrum der Hochfläche liegt die Hansestadt Breckerfeld. Im Norden grenzt sie auf Ennepetaler und Hagener Stadtgebiet auf die Hagener Randhöhen (3361.1). Bei Rüggeberg ragt die Hochfläche mit einem langen, zwischen der Ennepe und der Heilenbecke gelegenen Riedel weit in die Ennepetaler Schluchten (3361.10) hinein, bei Oberbauer zwischen der Ennepe und dem Hasper Bach mit einem weiteren langen Riedel. Nach Norden, Nordosten und Osten fällt die Hochfläche bei Waldbauer schroff zu den 200 m tieferen Waldtälern der Vörde-Selbecker Furche (3361.12) und der Volme-, Nahmer- und Lennetalschluchten (3361.2) ab. Im Süden schließen sich in Halver ohne scharfe Grenze die Halver-Lüdenscheider Hochflächen (3361.6) an. Im Westen liegen die Wupper-Ennepe-Hochflächen (338.13).
Geologisch besteht die Hochfläche aus untermitteldevonischen Tonschiefern und Grauwacken. Als Gesteinsschichten dominieren Mühlenberg-, Höbrecker- und Hohenhofer Schichten des Eifeliums. Die Böden sind mittel- bis flachgründig, meist basenarm und steinig-lehmig. Die nur inselhaft gerodeten Flächen, hauptsächlich um Breckerfeld und Waldbauer, sind heute meist Grünland.